# Бородино (Опочецкий район)
Бородино — деревня в Опочецком районе Псковской области России. Входит в состав Варыгинской волости.
Расположена в 16 км к северо-западу от города Опочка, на левом берегу реки Исса.
Численность населения по оценке на конец 2000 года составляла 10 жителей, на 2012 год — 6 жителей.